# Schoenocaulon
Genre
Classification APG III (2009)
Schoenocaulon est un genre de plantes de la famille des mélanthiacées.

Une des espèces de ce genre, Schoenocaulon officinale est plus connue sous le nom de Sabadille.

## Liste d'espèces
Selon ITIS (6 août 2015) :
- Schoenocaulon dubium (Michx.) Small
- Schoenocaulon ghiesbreghtii Greenm.
- Schoenocaulon texanum Scheele

Une autre source donne une liste plus étendue assortie de lieux géographiques ou vivent ces différentes espèces :
- Schoenocaulon calcicola  - Oaxaca
- Schoenocaulon caricifolium  - Tamaulipas
- Schoenocaulon comatum - San Luis Potosí, Puebla, Oaxaca
- Schoenocaulon conzattii - Oaxaca# Schoenocaulon dubium - Floride
- Schoenocaulon frameae - Puebla
- Schoenocaulon ghiesbreghtii du Texas sud à Veracruz
- Schoenocaulon ignigenum - Tamaulipas, Nuevo León
- Schoenocaulon intermedium - San Luis Potosí, État d'Hidalgo
- Schoenocaulon jaliscense - Jalisco, Oaxaca
- Schoenocaulon macrocarpum - Tamaulipas, Nuevo León
- Schoenocaulon madidorum - Veracruz, Puebla, Oaxaca
- Schoenocaulon megarrhizum - État de Chihuahua, Sonora, Sinaloa
- Schoenocaulon mortonii - État de Mexico, Jalisco, Michoacán
- Schoenocaulon oaxacense -  Oaxaca
- Schoenocaulon obtusum - État d'Hidalgo, État de Mexico
- Schoenocaulon officinale - Mexique centre et sud, Amérique centrale, Venezuela
- Schoenocaulon pellucidum - Nayarit
- Schoenocaulon plumosum - Coahuila, Nuevo León, Tamaulipas
- Schoenocaulon pringlei - État d'Hidalgo, Veracruz, État de Mexico, Mexico
- Schoenocaulon rzedowskii - État de Mexico, Puebla
- Schoenocaulon tenorioi - Oaxaca, Puebla
- Schoenocaulon tenue - Morelos
- Schoenocaulon tenuifolium  - Oaxaca, Puebla
- Schoenocaulon texanum  - Nouveau-Mexique, Texas, État de Chihuahua, Coahuila, Nuevo León
- Schoenocaulon tigrense - Jalisco